# Angren
Angren (Angren / Ангрен; rus: Ангрен) és una ciutat de l'est de l'Uzbekistan a 110 km de la capital, Taixkent. Va ser fundada el 1946 com a nucli per a la indústria de carbó de l'Uzbekistan. Està situada en el riu Angren.
Angren és una ciutat industrial important amb un seguit d'indústries de materials de construcció, una planta de processament de goma i una central elèctrica.
La població de la ciutat ha anat disminuint des de la dècada de 1990 per les dures condicions de vida i per l'augment de l'atur. El 1992 la població era de 133.000, però l'any 2005 era de 126.962.